# مصطفى بكري
محمد مصطفي بكري محمد سياسي مصري وكاتب صحفي واعلامي وعضو مستقل بمجلس الشعب سابقاً (دورة 2012 فردي عن جنوب القاهرة). 
 وعضو حالي بمجلس النواب دورة 2016، ويشغل منصب رئيس مجلس إدارة ورئيس تحرير جريدة الإسبوع ويقدم حاليا برنامج «حقائق وأسرار» على صدى البلد.

## نشاته وتعليمه
ولد بتاريخ 16 مايو عام 1956 م بمحافظة قنا. بمركز المعنة. وهو حاصل على شهادة في الآداب والتربية من جامعة أسيوط، وكذلك حاصل على شهادة دبلوم بالدراسات العليا في النظم السياسية والقانونية والاقتصادية من جامعة الزقازيق.

ولقد التحق بمنظمة الشباب الاشتراكي وانتخب عضواً باللجنة المركزية في أوائل عقد السبعينيات. وكان واحدًا ممن أسسوا منبر اليسار في عام 1976 وانتخب عضوًا بالأمانة العامة.
وعمل محرراً بمجلة المصور الصادرة من دار الهلال منذ عام 1982. وترأّس تحرير صحف 'مصر اليوم' عام 1989 - 'مصر الفتاة' عام 1990 - جريدة 'الأحرار' اليومية عام 1994.
عمل مراسلاً بإذاعة مونت كارلو الدولية عام 1990. وكذلك جريدة الشعب التي ساعد الأمن على إغلاقها ويقدم حاليا برنامج (منتهى الصراحة) على قناة الحياة 2.

## الدور السياسي
يعتبر مصطفى بكري أحد أبرز الرموز السياسية المعاصرة. حيث بدأت رحلته من فترة السبعينيات عضواً باللجنة المركزية بمنظمة الشباب الاشتراكي وانتخب. ثم المساهمة منبر اليسار في عام 1976 وعاصر الأحوال السياسية وقتها مثل الانتفاضة الشعبية عام 1977 واعتقل فيها. وبدأ طريقه إلى البرلمان منذ عام 1990 إلا أنه لم يكتب له النجاح إلا عام 2005 وكان أحد النواب الذين تصدوا للفساد مثل: قضية حديد الدخيلة والضرائب التي لم تسدد، قضية العلاج على نفقة الدولة للوزراء وأُسرِهم دون وجه حق وقيام المتحدث الرسمي لرئاسة الوزراء بالإعلان عن زواج أحمد نظيف رئيس الوزراء وقتها بطريقة أشبه بزواج العائلات الملكية !. بالإضافة إلى العديد من طلبات الإحاطة والاستجوابات الأخرى.
مما دفع أعضاء الحزب الوطني المنحل في يونيو 2010 وبإيعاز من أحمد عز للإطاحة به من البرلمان. صدر قانون الدوائر الانتخابية والذي قام بإلغاء دائرته الإنتخابية وضمها إلى دائرة الصف في واقعة وصفها بعض السياسيون بالمهزلة حيث تم تعديل القانون والتصويت عليه في أقل من 3 دقائق فقط. وهو ما أثار استياء بكري وإعلانه عن الإضراب في مجلس الشعب 
ولكن بعد قيام ثورة 25 من يناير وتنحي مبارك أعلن المجلس الأعلى للقوات المسلحة في 13 فبراير 2011 حل مجلسي الشعب والشورى وتعطيل العمل بدستور 1971 م واستطاع بكري أن يربح في انتخابات مجلس الشعب 2011.

### انتمائاته
يعتبر مصطفى بكري وفقا لترشيحاته في الانتخابات البرلمانية «نائبا مستقلا». أي لا يتبع أي حزب أو نشاط سياسي.
ورغم عدم انتمائه إلى أي حزب سياسي حتي الآن. إلا أن أفكاره السياسية تميل إلى الفكر الناصري التي نشأ عليه. 

### انتخابات مجلس الشعب
ترشح في انتخابات مجلس الشعب في عامي 1995 و 2000 ولكنه لم ينجح إلا في عام 2005 وفاز بمقعد الفئات عن دائرة 15 مايو والتبين. في انتخابات 2010 ترشح لمجلس الشعب عن الدائرة الأولى حلوان مقعد الفئات.. وكانت المنافسة حامية وبين مرشح الحزب الوطني الوزير سيد مشعل وزير الإنتاج الحربي والتي أعلنت النتائج فوز الأخير بالتلاعب والتزوير حيث فاز الوزير المرشح برغم تقدم بكري عليه بستة آلاف صوت 
بعد تعديل قانون الحقوق السياسية لكي يتم العمل بالنظام المختلط (القائمة النسبية والفردية) أعلن مصطفى بكري ترشيحه في الانتخابات عن دائرة جنوب القاهرة عن مقعد الفئات فردي (المعادي، البساتين، حلوان، 15 مايو، التبين) وأعلنت النتائج بفوز بكري بواقع 374 ألف صوت وبفرق شاسع عن أقرب منافسية ليعود بكري من جديد إلى البرلمان.

### اعتقالاته
تم القبض عليه في مظاهرات يناير 1977، وتم القبض عليه بسبب قيامه بقيادة مظاهرة عام 1980 ضد التطبيع مع إسرائيل ـ ألقي القبض عليه في أحداث سبتمبر 1981 ـ ألقي القبض عليه في قضية نشر عام 1994 ـ ألقي القبض عليه في قضية نشر عام 2003.

### الأحكام
حصلت الإعلامية جيهان سليمان على حكم ضده بإيقاف برنامجه «منتهى الصراحة» الذي كان يقدمه مصطفى بكري على قناة الحياة. وكانت جيهان سليمان حصلت على قرار محكمه عاجل بإيقاف برنامج مصطفى بكري نهائيا بعدما قامت برفع القضية رقم 932 لسنة 2012 ضده وضد برنامجه الذي كان يلقي أخبار كاذبة عن المذيعة ويمهد لتداولها وذلك قصاصا منها بعدما فتحت ملف أمواله وقصوره في صوت الأمة وميدان التحرير.

## ويكليكس
- نشر موقع ويكليكس رسالة تفيد أن السفير السعودي في القاهرة، بعث برسالة لوزير خارجية السعودية، تفيد أن الإعلامي المصري مصطفى بكري زاره في مكتبه وطلب منه تمويلًا لتحويل جريدته إلى يومية، وتشكيل حزب سياسي وإنشاء قناة فضائية لمواجهة الخطر الإيراني، ووصفت الوثيقة بأن بكري هو من المقربين من «المجلس الأعلى للقوات المسلحة».[8]

## مؤلفاته
أصدر العديد من المؤلفات منها (الإرهاب الصهيوني)، (معركة 1956)، (كلمات في الزمن الصعب)، (فضفضة)، (العراق: المؤامرة - الخيانة - الاحتلال)، (لحظات فاصلة.. غزة - أريحا)، (الأوراق السرية)، (مخاطر السوق الشرق أوسطية)، (الفوضى الخلاقة أم الفوضى المدمرة).. وغيرها من الكتب.

## جوائزه
حصل على العديد من جوائز التفوق من نقابة الصحفيين كما اختاره المنتدى العربي في بيروت شخصية العام لسنة 2004 وأقيم له مهرجان احتفالي كبير حضرته الأحزاب والقوى اللبنانية والعربية.

## برامجه
قدم برنامج على قناة الساعة والتي تم إغلاقها - وعرض فيه أهم القضايا في الوطن العربي والقطر المصري ثم قدم برنامج (منتهى الصراحة) على قناة الحياة 2.
يعرض الآن برنامج حقائق وأسرار على شاشة صدى البلد.